# Extraplatte
Extraplatte war ein unabhängiges österreichisches Musiklabel, das von 1977 bis 2013 existierte. Angeschlossen war ein Vertrieb und ein Ladengeschäft in der Währinger Straße 46 in Wien. Seit der Gründung erschienen mehr als 1200 Schallplatten, CDs, Videos und DVDs bei Extraplatte. Als Schwerpunkte des Labels etablierten sich Jazz, Neue Volksmusik und Weltmusik, aber auch Alte Musik, Romantik und zeitgenössische Klassik.

## Geschichte
Das Label wurde von Musikern um den Wiener Folkclub Atlantis gegründet; 1979 wurde es von Harald Quendler übernommen, der es von 1981 bis zur Insolvenz im Sommer 2013 führte. Bereits 2007 war ein Umsatzrückgang von 70 % zu verzeichnen. Quendler führte in einem Interview 2007 die Besonderheit des Labels auf die enge Zusammenarbeit mit den Künstlern zurück; so gab es seit Beginn keine Trennung zwischen Produzenten und Künstlern; alle arbeiteten gemeinsam.
Die Kombination von Produktion, Verlag und Vertrieb war vor allem in den 1970er Jahren in Österreich einzigartig. Extraplatte verlegte Tonträger von den Schmetterlingen und Minisex, dem Vienna Art Orchestra, Geduldig un Thimann, der Wiener Tschuschenkapelle, Lukas Resetarits und Josef Hader. Das Label hat sich besonders um den österreichischen Jazz verdient gemacht und Produktionen von beispielsweise Willi Landl, Franz Hautzinger, Max Nagl, Nouvelle Cuisine, Adrian Gaspar, Dobrek Bistro oder Paul Urbanek veröffentlicht.